# Manfred Binz
Manfred Binz est un footballeur allemand né le 22 septembre 1965 à Francfort.

## Carrière
- 1984-1996 : Eintracht Francfort  Allemagne
- 1996-déc. 1997 : Brescia  Italie
- jan. 1998-1999 : Borussia Dortmund  Allemagne
- 1999-2002 : Kickers Offenbach  Allemagne
- 2002-2003 : Eintracht Francfort  Allemagne[1]

## Palmarès
- 14 sélections et 1 but avec l'équipe d'Allemagne entre 1990 et 1992
- Finaliste de l'Euro 1992 avec l'Allemagne
- Vainqueur de la Coupe d'Allemagne en 1988 avec l'Eintracht Francfort
- Champion d'Italie de D2 en 1997 avec le Brescia Calcio